# Kavaratti
Kavaratti (en malayalam: കവരത്തി) es una isla y una ciudad en el territorio de la Unión India de Laquedivas y la capital del mismo.
La isla de Kavaratti se encuentra frente a la costa del estado de Kerala. Tiene una elevación media de 0 m.
A partir de 2001 y según el censo, Kavaratti tenía una población de 10 113 habitantes. Los varones constituyen el 55% de la población y las mujeres 45%. Kavaratti tiene un índice promedio de alfabetismo de 78%, superior a la media nacional de 59,5%: la instrucción masculina es del 83%, y la alfabetización de las mujeres es del 72%. En Kavaratti, el 12% de la población es menor de 6 años de edad.